# Титов, Михаил Севостьянович
Михаил Севостьянович Титов — советский хозяйственный, государственный и политический деятель, Герой Социалистического Труда.

## Биография
Родился в 1925 году в посёлке Великое Лосвидо. Член КПСС.
Партизан Великой Отечественной войны, в отряде Д. Ф. Райцева, связной специальной группы разведчиков в составе Смоленского партизанского полка, в Красной Армии. После войны — участник борьбы с прибалтийскими повстанцами. Затем на хозяйственной, общественной и политической работе. В 1950—1996 гг. — ученик токаря, токарь, шлифовщик Витебского станкостроительного завода имени Коминтерна Министерства станкостроительной и инструментальной промышленности СССР.
Указом Президиума Верховного Совета СССР от 3 марта 1976 года присвоено звание Героя Социалистического Труда с вручением ордена Ленина и золотой медали «Серп и Молот».
Избирался депутатом Верховного Совета СССР 9-го созыва. Делегат XXVI съезда КПСС.
Умер в Витебске в 2008 году.